# 大阪体育大学硬式野球部
大阪体育大学硬式野球部（おおさかたいいくだいがくこうしきやきゅうぶ、英: Osaka University of Health and Sport Sciences Baseball Club）は、阪神大学野球連盟に所属する大学野球チーム。大阪体育大学の学生によって構成されている。

## 創部
- 1968年（昭和43年）

## 歴史
1968年に創部、阪神大学野球連盟加盟。
大学と同じ敷地内にある大体大浪商高校と野球グランドを共有しており、平日の夕方以降は主に高校が使用する。野球部には指導者を志す部員も多く、以前から学生コーチやトレーナーも多く在籍している。
1995年、上原浩治投手が入部し（1浪）、同95年春、96年春・秋、97年秋、98年春とリーグ優勝を重ね、上原も36勝4敗のリーグ最多勝利の個人記録を樹立した。しかし全国の舞台では優勝に手が届かなかった。95年春の第44回全日本大学選手権1回戦の東農大生産学部4-2、2回戦の岡本晃投手擁する関西大を5-2、準々決勝で準優勝した門倉健投手擁する東北福祉大に1-3（延長11回）で惜敗。96年春の第45回全日本大学選手権1回戦広島経済大7-1、2回戦愛知工大8-1（7回コールド）、準々決勝で準優勝した前田浩継投手擁する九州共立大に0-7（8回コールド）で敗退。同年秋の第27回明治神宮大会は関西地区代表決定戦で敗れ不出場。97年秋の第28回明治神宮大会は関西地区代表決定戦で敗れ不出場。98年春の第47回全日本大学選手権1回戦の九州共立大1-0（延長10回）、2回戦の愛知学院大に0-1で惜敗した。
2006年、4回生村木健介と抑えの3回生村田透両投手らを擁して第55回全日本大学選手権準々決勝で東海大を6-2、準決勝で大隣憲司投手擁する近畿大4-3（延長15回）、決勝で高市俊投手擁する青山学院大を7-6で下し初優勝。主要5連盟（東京六・東都・首都・関西学生・関西六）に所属しない大学（近畿地区4番目の新大学リーグ）として当時、中京大、東北福祉大、日本文理大に次ぐ史上4校目の選手権優勝校となった。同選手権で村田透投手がMVP、富永裕也が首位打者賞を受賞した。

## ユニフォーム
胸部はTAIDAI、背部はO.U.H.S.と背番号が表記。
～1996年までは、リーグ戦時と神宮出場時のユニフォームを分けていた。
1997年春季リーグ戦からは現在のユニフォーム(～1996年までの神宮出場時のユニフォーム)に変更されている。
但し、当時の神宮出場時のユニフォームと現在のユニフォームでは、胸・背中の表示の文字縁取りが金刺繍から銀刺繍へと変更されている。
- 大阪体育大学-体大（TAIDAI）の略称は学内及び関係者においてのみ認知されており、全国的な略称は、大体（だいたい）、または大体大（だいたいだい）である。

## 本拠地
大阪府泉南郡熊取町朝代台

## 記録
- 全日本大学野球選手権大会 優勝（2006年）

## 主な出身者

### プロ野球選手
- 上原浩治（読売ジャイアンツ - ボルチモア・オリオールズ - テキサス・レンジャーズ - ボストン・レッドソックス－シカゴ・カブス - 読売ジャイアンツ）
- 高木啓充（東京ヤクルトスワローズ）
- 村田透（読売ジャイアンツ - クリーブランド・インディアンス - 北海道日本ハムファイターズ）
- 宮川将（東北楽天ゴールデンイーグルス）
- 松葉貴大（オリックス・バファローズ - 中日ドラゴンズ）
- 藤瀬史朗（近鉄バファローズ）
- 橋本泰由（オリックス・バファローズ）
- 妹尾軒作（オリックス・バファローズ）
- 長田孝幸（元東京ヤクルトスワローズコーチ）
- 塚本洋（元中日ドラゴンズコーチ）
- 酒居知史（東北楽天ゴールデンイーグルス）
- 菅原秀（東北楽天ゴールデンイーグルス）

### 野球指導者
- 比屋根吉信（元興南高校野球部、京都大学硬式野球部監督）
- 相馬幸樹（中央学院高校野球部監督）
- 石原康司（神戸弘陵学園高校野球部監督。史上初めて甲子園で男女の高校チームを指揮。）